# Cheiracanthium incomptum
Cheiracanthium incomptum is een spinnensoort uit de familie Cheiracanthiidae.
De wetenschappelijke naam van de soort werd in 1891 als Eutittha incomptum gepubliceerd door Tord Tamerlan Teodor Thorell.